# Tillandsia 'El Primo'
Tillandsia 'El Primo' es un  cultivar híbrido del género Tillandsia perteneciente a la familia  Bromeliaceae.
Es un híbrido creado en el año 1996 con las especies Tillandsia secunda × Tillandsia   lampropoda.